# 阿德拉 (西班牙)
阿德拉是西班牙安达卢西亚自治区阿尔梅里亚省的一座城市，面积90平方公里，人口23,195人（2005年）。